# Almirante Barroso (1896)
Almirante Barroso byl chráněný křižník postavený v britských loděnicích pro brazilské námořnictvo. Patřil mezi úspěšnou rodinu křižníků označovanou jako typ Elswick. Byl prototypem čtyřčlenné třídy, z ní však byly tři jednotky dokončeny pro jiné uřivatele. Křižník byl ve službě v letech 1897–1931.

## Stavba
Britský konstruktér Philip Watts navrhl pro brazilské námořnictvo chráněný křižník, který byl objednán ve čtyřkusové sérii, nakonec si však Brazílie ponechala pouze prototyp Almirante Barroso a zbývající tři jednotky prodala jiným státům. Dva křižníky získaly USA jako třídu New Orleans a poslední čtvrtý křižník zakoupilo Chile jako Ministro Zenteno. Stavbu zajistila loděnice Armstrong Whitworth v Newcastle. Křižník byl na vodu spuštěn 25. srpna 1896 a v dubnu 1897 byl přijat do služby. Od své sesterské lodě Ministro Zenteno se křižník Ministro Zenteno lišil smíšenou hlavní výzbrojí 120mm a 152mm kanónů.

## Konstrukce
Trup křižníku byl opatřen klounem. Výzbroj tvořilo šest 152mm kanónů, čtyři 120mm kanóny, deset 57mm kanónů, čtyři 37mm kanóny a tři 450mm torpédomety (jeden příďový a dva na bocích trupu). Oba stěžně byly opatřeny bojovými plošinami s lehkou výzbrojí. Pohonný systém tvořily čtyři cylindrické kotle a dva parní stroje s trojnásobnou expanzí o výkonu 7500 ihp, pohánějící dva lodní šrouby. Nejvyšší rychlost dosahovala 20,25 uzlu.